# Боббл
Боббл (англ. Bobble) — вокальная опера-импровизация Бобби Макферрина, в основе сюжета которой лежит история Вавилонской башни. По словам самого Макферрина, его опера «о людях, об искусстве, о том, что мы способны сделать мир лучше».
Опера не имеет словесного либретто и заранее подготовленных вокальных партий, каждая её постановка представляет собой совместную импровизацию Бобби Макферрина и приглашённых вокалистов, представляющих разные музыкальные традиции (будь то классическая опера, народная музыка, джаз, битбокс и пр.).
Впервые опера была представлена Макферрином 2 мая 2008 года на сцене Карнеги-Холла под эгидой The Weill Music Institute’s Professional Training Workshop. В других странах она ставилась с привлечением местных исполнителей. Российская премьера оперы состоялась 25 и 26 января 2010 года в Московском международном Доме музыки.

## Сюжет
В 1997 году оперный театр Сан-Франциско, где Макферрин дирижировал оркестром, поручил ему написать оперу. Вскоре музыкант понял, что ему не обойтись без импровизации. В итоге он оттолкнулся от притчи о Вавилонской башне как начале всех языков и отправной точки всех культур и создал произведение, идея которого — раскрыть человеческие, культурные и социальные взаимоотношения, посредством спонтанно создаваемой музыки без слов. Исполнители разговаривают каждый на своём музыкальном языке, сам же Макферрин выступает как объединяющий и направляющий персонаж представления. По ходу действия отдельные «арии» сливаются в дуэты, трио, ансамбли, переходят в импровизацию между исполнителями, вовлекая в неё и аудиторию.
Действие проходит следующие основные этапы. В первом акте вокалисты по очереди показывают свои возможности и вступают в общий хор. Со временем становится понятно, что различные манеры исполнителей превратились в нечто большее, чем просто сумма составляющих; участники строят общую музыкальную «башню». Однако во втором акте между ними начинается соперничество, каждый желает показать, что он лучше других. Попытка объединения приводит к какофонии голосов, а затем хаос сменяется стереотипом — возникает «боу-шиз» (пародия на шоу-биз), в котором все исполняют шаблонные и бессмысленные партии. Это приводит к кризису, разрешаемому в третьем акте. Солисты вновь вступают по одному, показывая свою истинную «душу» и присущую им музыкальную традицию. Постепенно к одному присоединяются другие и складывается единая гармоничная песня, гимн разнообразию человеческой культуры и духовному единению.

## Список сцен
Название оперы «Боббл» имеет подзаголовок: «Вавилон — исследование природы человеческого общения».
- Акт 1[3].
  - Сцена 1. Соло на рассвете
  - Сцена 2. Семнадцать душ, каждая как зеркало
  - Сцена 3. Мы строим башню
- Акт 2.
  - Сцена 1. Я — прежде всего
  - Сцена 2. Мы боремся в хаосе
  - Сцена 3. Погрязшие во лжи
- Акт 3.
  - Сцена 1. Возникновение одной души
  - Сцена 2. Каждый голос показывает своё собственное звучание
  - Сцена 3. Все поют вместе. Мы слушаем, значит мы можем действительно услышать

## Постановки
- 2 мая 2008 — Карнеги-Холл, Нью-Йорк (20 исполнителей)
- 29 апреля 2009 — Национальный театр, Абу-Даби
- 3 и 4 июля 2009 — Аугуста Раурика, Базель (20 исполнителей)[4]
- 25 и 26 января 2010 — Московский международный Дом музыки (17 исполнителей)

## «Боббл» в России (2010)
Российская премьера оперы была организована Фондом Ирины Никитиной «Музыкальный Олимп». 12 ноября 2009 года на сайте фонда было объявлено о начале кастинга среди «выдающихся певцов всех возрастов, с разными голосами, стилями исполнения, и этническими корнями». 3 декабря были объявлены результаты кастинга и представлен список из 17 исполнителей из разных стран, которые примут участие в постановке. В январе 2010 года участники приняли участие в четырёхдневном интенсивном мастер-классе/репетиции под руководством Бобби МакФеррина и режиссёра Тэнди Била.
25 и 26 января 2010 года опера была показана в Светлановском зале Московского международного Дома музыки под патронатом Мирового Общественного Форума «Диалог Цивилизаций».

### Исполнители
В постановке оперы «Боббл» в Москве с Бобби МакФеррином участвовало 17 вокалистов, среди которых было восемь российских музыкантов:
- Гаянэ Арутюнян (Россия/Венгрия) — вокалистка группы «Дети Пикассо»
- Джоуи Блэйк (США)
- Марта Руис Виямиль (Куба/Россия) — участница группы «Афрокуба»
- Булат Гафаров (Россия) — лидер группы «Токэ-Ча»
- Кристиан Карам (Ливан/США)
- Нино Катамадзе (Грузия)
- Андрей Ковалёв (Россия), вместо ранее заявленного Сергея Старостина
- Эдсон Кордейро (Бразилия/Германия)
- Владимир Крыжановский (Россия)
- Тина Кузнецова (Россия) — вокалистка группы «Zventa Sventana»
- Бори Магийяр (Венгрия)
- Бренна Маккриммон (Канада/Турция)
- Адам Мэтта (США) — битбоксер, принимавший участие в премьере оперы в 2008 г.
- Андрей Монгуш (Россия)
- Марина Собянина (Россия) — вокалистка группы «Jazzator»
- Пелагея Ханова (Россия) — лидер группы «Пелагея»
- Андрес Шерер (Германия)

### Отзывы
- Александр Беляев[6]:

«Боббл» действительно оказался фокусом, фокусом совершенно восхитительным... Голоса идеально строят, из ритма никто не вылетает. Звучат импровизации и «каверы» (от Billie Jean Майкла Джексона до Генделя), все голоса всех времен и народов: от контратенора до битбоксера, от Пелагеи до Катамадзе. И всё в движении. Спектакль, режиссируемый по ходу действия. Пение и хождение — вот и всё шоу, но действие нигде не провисает. ...за всё действо (часа два без антракта и паузы) вряд ли кто-то отводит глаза от сцены. Не потому, что умиляются фольклорному единению, а потому, что Макферрин (который все равно главный во всей этой истории) докопался до чего-то первобытного внутри человека, до какой-то Главной Эмоции, к которой можно обращаться с чем угодно: джазом, блюзом, импровизациями, шутками, на английском, на русском, на никаком...
- Александр Волков[7]:

Всё, что делает Бобби, находится на какой-то неуловимой грани гениальности — удовольствие доставляя чрезвычайное. Он не углубляется в анализ личностей и поиски «виноватых» — поэтому объединяющим всех финальным номером оперы оказывается кружащаяся, извивающаяся, бесконечно повторяющаяся этническая попевка, на которую мастер накладывает резкие точные мазки импровизаций, словно возвращая слушателей к прамузыке, природе и естественности — на уровне танца вокруг костра.
- Ярослав Забалуев[8]:

Всё... заняло около двух часов, которые публика провела в состоянии близком к трансу. Никто не вставал со своих мест, не выходил из зала. Разве что тишина каждые десять минут взрывалась аплодисментами. В финале весь зал поднялся с мест, чтобы устроить Макферрину и его труппе стоячую овацию. Бобби вновь сотворил чудо, ничего удивительного. Каждый, от корреспондента «Парка культуры» до Евгения Маргулиса из «Машины времени» был счастлив, и даже великолепный орган, нависший над сценой, блестел чуть меньше из почтения к артисту.